# 宙船/do! do! do!
《宙船／do! do! do!》，是日本樂團、男子偶像團體TOKIO的第35張單曲。2006年8月23日發行。是TOKIO的其中一首代表作和迄今銷量第二高的單曲。

## 簡介
《宙船》是2006年由TOKIO成員長瀨智也主演的夏季電視劇《My Boss My Hero》的主題曲。特意請來了著名女創作歌手中島美雪為TOKIO創作了這首歌。歌曲配合劇中長瀨飾演的黑幫未來會長一角，以復古的歌謠曲和搖滾風格演繹著男兒的勇氣和熱情。樂團主音長瀨也一改以往的唱腔，用獨特的轉音豪放地演唱。PV由樂團成員松岡昌宏執導，大多內容在雨中拍攝。《My Boss My Hero》的最終回（第10回）的結尾，長瀨飾演的榊真喜男決定再次進入高中就讀，那所高中就叫作「私立宙船高等學校」。
《do! do! do!》則是TOKIO五人為「Xbox 360」親自代言出演的廣告歌。廣告中，五人以樂團的身份在街頭隨意玩音樂。
《回信》是單曲CD的c/w曲，由山口達也主音、城島茂的合音。
單曲發行首週以12.1萬張的銷量奪得Oricon公信榜週榜冠軍，是TOKIO第5張獲得Oricon冠軍的單曲，即同年的《Mr.Traveling Man》之後，又一首獲得冠軍的單曲。在同一年有兩首單曲獲得Oricon週榜冠軍，是TOKIO首次。單曲異常長賣，在Oricon公信榜TOP 200登場回數高達62回，大幅超越了TOKIO之前的記錄《AMBITIOUS JAPAN!》（32回）。總銷量高達48.3萬張（總出貨量超過60萬張），是TOKIO迄今銷量第二高的單曲，僅次於出道單曲《LOVE YOU ONLY》（52萬張）。是2006年日本單曲銷量第15位、2007年的第85位，TOKIO首次同一首歌連續兩年進入年榜前100位。
《宙船》的手機片段下載也突破了100萬次，是TOKIO第一首下載量過百萬的歌曲。
中島美雪因《宙船》獲得第48回日本唱片大賞的作詞賞。《宙船》也被選為2007年3月的第79回選拔高校野球大會的開幕式入場行進曲，以及第57回NHK紅白歌合戰演唱歌曲。

## 收錄曲目

### 通常盤
1. 宙船
  - 作詞、作曲：中島美雪
2. do! do! do!
  - 作詞、作曲：TAKESHI
3. 回信
  - 作詞、作曲：HIKARI
4. 宙船 (Backing Track)
5. do! do! do! (Backing Track)

### 通常盤初回版
1. 宙船
2. do! do! do!
3. 回信
4. 宙船 (Acoustic version)
5. 宙船 (Backing Track)
6. do! do! do! (Backing Track)

### 初回盤A
1. 宙船
2. do! do! do!

- 特典DVD：「宙船」Video Clip & Making

### 初回盤B
1. do! do! do!
2. 宙船

- 特典DVD：「do! do! do!」Video Clip /「Xbox 360™」TV-CM